# Mộ Dung Hi
Mộ Dung Hi (tiếng Trung: 慕容熙; bính âm: Mùróng Xī) (385–407), tên tự là Đạo Văn (道文), gọi theo thụy hiệu là (Hậu) Yên Chiêu Văn Đế ((後)燕昭文帝), là một hoàng đế của nước Hậu Yên trong lịch sử Trung Quốc. Ông là một trong những người con trai nhỏ tuổi nhất của Mộ Dung Thùy (Vũ Thành Đế). Sau cái chết của cháu trai Mộ Dung Thịnh (Chiêu Vũ Đế), ông đã lên ngôi hoàng đế nhờ mối quan hệ tình ái giữa ông và mẹ của Mộ Dung Thịnh, Đinh Thái hậu. Ông là được coi là một người cai trị tàn bạo và thất thường, các hành động bất thường của ông cùng với hoàng hậu Phù Huấn Anh đã hủy hoại nước Hậu Yên. Sau khi Phù Hoàng hậu qua đời năm 407, ông rời khỏi kinh đô Long Thành (龍城, nay thuộc Cẩm Châu, Liêu Ninh) để chôn cất bà, các binh lính tại Long Thành đã nhân cơ hội này để quay sang nổi loạn và thay thế ông bằng con trai nuôi của Mộ Dung Bảo là Mộ Dung Vân, bản thân Mộ Dung Hi sau đó bị giết. Bởi Mộ Dung Vân là con nuôi và sau này đã cải sang họ gốc là "Cao" nên một số sử gia coi Mộ Dung Hi là vị hoàng đế cuối cùng của Hậu Yên, còn Cao Vân là hoàng đế đầu tiên của Bắc Yên.

## Cuộc sống đầu đời
Mộ Dung Hi sinh năm 385, là con trai của Mộ Dung Thùy và Đoàn quý tần, ngay sau khi Mộ Dung Thùy lập nước Hậu Yên. Năm 393, Mộ Dung Thùy lập ông làm Hà Gian vương. Ông cũng là một trong những người con trai được Mộ Dung Thùy yêu mến. Sử sách ít ghi chép các thông tin ông trong thời gian trị vì của vua cha.

## Dưới thời Mộ Dung Bảo và Mộ Dung Thịnh
Sau khi Mộ Dung Thùy qua đời vào năm 396 và anh ông là thái tử Mộ Dung Bảo lên kế vị, Hậu Yên đã phải hứng chịu cuộc tấn công của vua Thác Bạt Khuê của nước Bắc Ngụy, và kinh thành Trung Sơn (中山, nay thuộc Bảo Định, Hà Bắc) đã bị quân Bắc Ngụy bao vây. Năm 397, Mộ Dung Bảo quyết định bỏ Trung Sơn và dời đô về cố đô của Tiền Yên là Long Thành (龍城, nay thuộc Cẩm Châu, Liêu Ninh), và ban đầu, Mộ Dung Hi cùng các anh em là Bột Hải vương Mộ Dung Lãng (慕容朗) và Bác Lăng vương Mộ Dung Giám (慕容鑒) do tuổi còn nhỏ nên đã không thể đuổi kịp nhóm của Mộ Dung Bảo, Cao Dương vương Mộ Dung Long phải quay trở lại để tìm họ, song họ cuối cùng đã đuổi kịp Mộ Dung Bảo và tiến về Long Thành.
Năm 398, quân của Mộ Dung Bảo đã kiệt sức với chiến tranh nên khi Mộ Dung Bảo tiến quân về phía nam để đánh Bắc Ngụy, họ đã nổi loạn dưới sự chỉ huy của Đoàn Tốc Cốt (段速骨), họ Đoàn đưa con trai của Mộ Dung Long là Mộ Dung Sùng (慕容崇) lên làm lãnh đạo trên danh nghĩa. Trong cuộc nổi loạn, nhiều thân vương đã bị giết chết, song nhờ Mộ Dung Hi và Mộ Dung Sùng là bạn bè nên Mộ Dung Sùng đã sử dụng ảnh hưởng của mình để quân nổi loạn tha cho Mộ Dung Hi. Sau khi Đoàn Tốc Cốt bị Lan Hãn giết chết, Lan Hãn đặt bẫy Mộ Dung Bảo và nắm lấy quyền lực, Lan Hãn không giết chết mà lập Mộ Dung Hi làm Liêu Đông công để thờ phụng tổ tiên dòng họ Mộ Dung. Khi con trai của Mộ Dung Bảo là Mộ Dung Thịnh giết chết Lan Hãn trong một cuộc chính biến vào cuối năm 398 và phục hồi nước Hậu Yên, ông ta ban đầu vẫn chỉ xưng vương, do vậy các vương gia cũng chỉ được mang tước công. Theo đúng quy định, tước hiệu Mộ Dung Hi trở thành Hà Gian công. Mộ Dung Thịnh cũng phong cho ông làm một tướng quân chính yếu. Năm 400, khi Mộ Dung Thịnh tấn công Cao Câu Ly, Mộ Dung Hi trở thành tướng tiên phong, và đóng góp rất lớn cho chiến thắng của Hậu Yên. Lúc đó, Mộ Dung Thịnh nhận xét:
Thúc phụ, lòng dũng cảm của người sánh được với Thế Tổ (miếu hiệu của Mộ Dung Thùy), song các kế sách của người thì không phải ai cũng nghĩ ra được.
Song một kẻ mưu mẹo và tàn nhẫn như Mộ Dung Thịnh cũng không biết rằng, ông chú của mình đã lăm le ngồi lên ngai vàng từ lâu. Và người đứng sau giúp đỡ Mộ Dung Hi không phải ai khác chính là người mẹ của Mộ Dung Thịnh – Đinh Thái hậu.
Trong lúc những tông thất họ Mộ Dung còn đang mải mê chém giết tranh giành ngai báu thì vị vương tử đa tình Mộ Dung Hi bắt đầu để ý người chị dâu cô đơn trong chốn thâm cung là Đinh thái hậu - mẹ của Mộ Dung Thịnh. Năm ấy, Mộ Dung Hi mới 15 tuổi, lại khôi ngô tuấn tú xuất chúng, nổi tiếng khắp Hậu Yên. Trong khi đó, Mộ Dung Bảo chinh chiến liên miên bên ngoài rồi bị sát hại. Tuổi còn xuân sắc, Đinh Hoàng hậu đã phải lên chức Thái hậu. Vì vậy chuyện hai người đến với nhau. Khi Mộ Dung Thịnh bị sát hại trong một cuộc chính biến vào năm 401, hầu hết các triều thần muốn người kế vị phải nhiều tuổi hơn thái tử Mộ Dung Định (慕容定) nên họ tiến cử em trai của Mộ Dung Thịnh là Mộ Dung Nguyên (慕容元). Tuy nhiên, Đinh Thái hậu vì có quan hệ với Mộ Dung Hi nên lại nói rõ rằng bà muốn Mộ Dung Hi kế vị con trai mình. Các triều thần bị ép phải theo ý muốn của bà. Khi Mộ Dung Hi trao ngôi vị cho Mộ Dung Nguyên, Mộ Dung Nguyên đã không dám chấp thuận. Do vậy, Mộ Dung Hi lên ngôi. Ông sử dụng tước hiệu "Thiên vương". Thế là bằng vẻ ngoài tuấn tú và mối tình với bà hoàng cô độc, Mộ Dung Hi đã leo lên được ngai vàng một cách dễ dàng khi 16 tuổi. Nhưng Mộ Dung Hi chẳng vì thế mà chung tình với Đinh Thái hậu.

## Trị vì
Mộ Dung Hi là một người cai trị tàn ác và chuyên quyền, sẵn sàng trừ khử bất kỳ ai không nghe lời ông hay bị ông xem là một mối đe dọa tiềm tàng. Nạn nhân đầu tiên là Mộ Dung Nguyên, ông đã bắt người này phải tự sát chỉ vài ngày sau khi lên ngôi. Khi một âm mưu liên quan đến các tướng Mộ Dung Đề (慕容提) và Trương Phất (張佛) nhằm đưa thái tử của vua cũ là Mộ Dung Định lên ngôi bị phát hiện chưa đầy một tháng sau đó, Mộ Dung Hi cũng đã ra lệnh cho người cháu trai nhỏ tuổi của mình phải tự sát.
Năm 402, Mộ Dung Hi đã lấy hai con gái của viên quan quá cố Phù Mô (苻謨) làm thê thiếp, tức Phù Nhung Nga (苻娀娥) và Phù Huấn Anh. Phù Mô vốn thuộc hoàng tộc Tiền Tần. Chính vì vậy mà 2 cô con gái của ông đều nổi tiếng vì nhan sắc xinh đẹp và thông minh hơn người. Vốn tính háo sắc, ưa của lạ nên Mộ Dung Hi rất yêu chiều hai chị em họ Phù. Mộ Dung Hi tỏ ý thiên vị Phù Huấn Anh khi phong cô chị Phù Tung Nga làm Quý nhân, còn em gái lại làm Quý tần, suốt ngày quấn quýt chơi đùa không biết chán.
Đinh Thái hậu từ chỗ là tình nhân duy nhất giờ bị lép vế bởi hai chị em họ Phù, vì vậy bà đã trở nên ghen tuông và giận dữ. Thái hậu đã âm mưu cùng với cháu trai Đinh Tín (丁信) định lật đổ Mộ Dung Hi và đưa con trai của Mộ Dung Bảo là Mộ Dung Uyên (慕容淵) lên ngôi. Kế hoạch bị phát giác và Mộ Dung Hi đã xử tử Đinh Tín cùng Mộ Dung Uyên và buộc Đinh Thái hậu phải tự sát. Đinh Thái hậu tuy vậy vẫn được an táng với danh dự của một thái hậu. Mộ Dung Hi ngay sau đó đã cho xây dựng một số công trình lớn. 
Cùng năm 402 vua Quảng Khai Thổ Thái Vương nước Cao Câu Ly xua quân tấn công và đánh bại Hậu Yên (đời vua Mộ Dung Hi), chiếm một số thành trì của họ dọc biên giới hai nước.
Năm 403, ông cho xây Long Đằng uyển (龍騰苑) bên trong lâm viên của hoàng cung, được mô tả là rộng tới 2 km² và phải cần đến 20.000 người xây cất. Ông còn tiếp tục xây dựng một ngọn đồi nhân tạo bên trong cung điện mới này và được mô tả là rộng 500 bước và cao 57 mét. Sau đó, ông phong cho mẹ mình làm thái hậu và lập Phù Huấn Anh làm hoàng hậu. Mộ Dung Hi yêu chiều Huấn Anh tới mức bất cứ việc gì khiến cô ta vui, Hy đều thực hiện bằng được.
Năm 404 vua Quảng Khai Thổ Thái Vương nước Cao Câu Ly xua quân tấn công vào bán đảo Liêu Đông của nước Hậu Yên. Mộ Dung Hi tin tưởng quân đội nước mình cản được quân Cao Câu Ly nên không chi viện cho tiền tuyến.
Vào mùa hè năm 404, Mộ Dung Hi cho xây Tiêu Diêu cung (逍遙宮) ở Long Đằng uyển, với hàng trăm căn phòng, và cũng cho xây một hồ nhân tạo. Các binh sĩ được sử dụng làm lao công song không được nghỉ ngơi, và hơn một nửa trong số đó được thuật lại là đã chết vì nóng bức và kiệt sức. Tất cả chỉ là để Phù Hoàng hậu có chỗ vui chơi.
Vào mùa thu năm 404, Phù Tung Nga lâm bệnh. Ngự y Vương Vinh (王榮) nói rằng ông có thể chữa khỏi cho bà song cuối cùng bà đã qua đời. Mộ Dung Hi trói Vương Vinh ở một cửa cung điện và hành hình rồi đốt cháy thi thể. Ông truy phong cho bà là Hoàng hậu.
Sau cái chết của Phù Tung Nga, Mộ Dung Hi thậm chí còn say mê Phù Hoàng hậu hơn. Bất cứ chuyện lớn nhỏ gì trong triều Mộ Dung Hi đều hỏi qua ý kiến của Phù Hoàng hậu rồi mới quyết định. Phù Hoàng hậu yêu thích săn bắn và du ngoạn. Mộ Dung Hi bỏ hết việc triều chính để đưa bà đi khắp mọi nơi, không kể là vùng núi non hiểm trở hay cao nguyên khắc nghiệt. Vào mùa đông năm 404, họ đã đi săn bắn dài ngày, xa về phía bắc đến Bạch Lộc sơn (白鹿山, nay thuộc Thông Liêu, Nội Mông), về phía đông đến Thanh Lĩnh (青嶺, được mô tả là cách khoảng 100 km về phía đông của Long Thành), và về phía nam xa đến Hải Dương (海陽, nay thuộc Tần Hoàng Đảo, Hà Bắc) trước khi trở về Long Thành. Vì vậy mà người dân khốn khổ không thôi. Sách sử ghi lại rằng trong hành trình này đã có trên 5.000 binh sĩ hộ tống đã chết vị bị hổ hay chó sói tấn công hoặc do thời tiết lạnh giá.
Phù Hoàng hậu thích đi bơi, Mộ Dung Hy liền dẫn nàng đi khắp tìm những sông hồ đẹp nhất để nàng thỏa thích bơi lội. Phù Hoàng hậu thích ăn ngon lại rất kén chọn, Mộ Dung Hi chẳng ngại ngần mà ra lệnh cho quan ở các nơi vận chuyển sơn hào hải vị đến kinh thành cho mình. Phù Hoàng hậu lại còn sở thích ăn những món trái mùa. Mùa hè nóng nực thì đòi ăn vây cá đông, mùa đông tuyết rơi thì đòi ăn địa hoàng tươi. Ở thời cổ đại, việc trồng trọt săn bắt đều phụ thuộc vào thời tiết, ăn còn không đủ nói gì đến thức ăn trái mùa. Nhưng tất thảy đều được Mộ Dung Hi chiều theo. Bất cứ ai không thực hiện được theo yêu cầu của Phù Hoàng hậu đều bị tội chặt đầu.
Đầu năm 405 vua Quảng Khai Thổ Thái Vương nước Cao Câu Ly đã đánh chiếm toàn bộ bán đảo Liêu Đông của nước Hậu Yên. Mộ Dung Hi lúc này mới giật mình thức tỉnh về mối đe dọa của Cao Câu Ly từ phía đông.
Càng về sau, Mộ Dung Hi càng không thể rời khỏi Phù Hoàng hậu, đến mức dẫn quân đi đánh trận, cũng phải mang theo. Vào mùa xuân năm 405, Mộ Dung Hi tấn công thành Liêu Đông (遼東, nay thuộc Liêu Dương, Liêu Ninh) của Cao Câu Ly và gần như chiếm được thành. Tuy nhiên, ông lại ra lệnh cho các binh sĩ của mình san bằng các bức tường thành để ông cùng Hoàng hậu có thể tiến vào bằng xe ngựa. Sự chậm trễ này đã cho phép quân Cao Câu Ly có thể củng cố lại thành, và ông không thể chiếm được nó.
Khoảng tết năm 406, Mộ Dung Hi cùng với Phù Hoàng hậu thực hiện một cuộc tấn công bất ngờ nhằm vào các bộ lạc Khiết Đan và khi ông thấy rằng người Khiết Đan quá mạnh và định rút lui thì Hoàng hậu lại không nghe, muốn được xem đánh trận. Để chiều lòng người đẹp, ông đã bỏ qua đội cận binh nặng nề của mình và cùng với kị binh tiến đánh Cao Câu Ly. Đường hành quân dài hơn 3 nghìn dặm, binh sĩ mệt mỏi chết ở dọc đường vô số. Quân đội của Mộ Dung Hi chẳng bị ai đánh cũng tự tan tác, tất cả chỉ vì một cái lắc đầu của Phù Hoàng hậu. Cuộc tấn công đã không thành công và ông đã buộc phải rút quân. Tướng Mộ Dung Vân đã bị một mũi tên trong trận chiến làm cho bị thương và do lo sợ sự tàn ác của Mộ Dung Hi, ông ta đã dùng việc này để từ bỏ chức vụ và ở nhà.
Năm 407, Mộ Dung Hi cho xây một cung điện mới cho Phù Hoàng hậu, Thừa Hoa cung (承華殿), triều đình sử dụng nhiều đất tơi đến nỗi nó được mô tả là đắt như ngũ cốc. Vào mùa hè năm 407, Phù Hoàng hậu qua đời. Theo sử sách ghi khi Phù Hoàng hậu qua đời vì bạo bệnh, Mộ Dung Hi được sử cũ miêu tả là “đau buồn như mất cha, mất mẹ”. Hoàng đế “điên cuồng khóc lóc”, ôm thi thể của Huấn Anh vào người mà lẩm bẩm: “Thi thể đã lạnh, sinh mạng cũng không còn.”Mộ Dung Hi ngất đi trong nỗi bi thương tột độ. Khi ông tỉnh lại, thi thể của Hoàng hậu đã được đưa đi khâm liệm, nhập quan. Chính tại thời điểm này, Mộ Dung Hi đã làm nên một việc “hoang đường” chấn động trong lịch sử Trung Quốc.
Khi việc nhập quan cho Hoàng hậu đã xong xuôi, Mộ Dung Hi tự tay cậy nắp quan tài, bò vào bên trong để làm chuyện đồi bại với thi thể của Phù Huấn Anh ngay trước mặt mọi người. Tương truyền rằng, chỉ đến khi thi thể của Hoàng hậu phát ra mùi hôi, Hoàng đế mới miễn cưỡng cho người đi chôn cất.
Ngày đưa tang Hoàng hậu, Mộ Dung Hi xuất hiện trong bộ dạng không hề giống một đấng quân vương: Tóc tai bù xù, y phục xộc xệch, chân không mang giày. Ông đích thân đi bộ cùng xe tang để tiễn đưa Phù Huấn Anh về nơi an nghỉ. (Ông dùng sạch tiền trong quốc khố để xây cho Phù Hoàng hậu một nơi gọi là “Chinh Bình Lăng” có chu vi lên tới vài dặm để an táng, dự định sau này sẽ chôn cùng Phù Hoàng hậu tại đây).
Khi linh cữu đi tới cổng thành, vì xe tang quá cao nên không thể ra khỏi cửa, Mộ Dung Hi lập tức sai người phá cổng Bắc Môn để xe đi qua. Lúc đó, có bậc cao nhân không khỏi cảm thán: “Gia tộc Mộ Dung tự tay hủy cổng thành, chẳng bao lâu nữa ắt sẽ bại vong.” Mộ Dung Hi thương tiếc bà đến nỗi đã ra lệnh xây cho bà một lăng mộ tráng lệ, và buộc chị dâu của mình, Trương vương phi (vợ của Mộ Dung Long) là người có chút nhan sắc phải tự sát để chôn cùng với Phù Hoàng hậu… cho có bạn. Để tỏ lòng thương tiếc, Mộ Dung Hi còn hạ lệnh cho các quan phải khóc thật lớn và cho người bí mật giám sát. Ai khóc to, khóc nhiều sẽ được thưởng, ai giả khóc hay khóc không có lệ sẽ bị xử nặng, vì vậy họ đã để ớt vào trong mồm để kích thích tiết ra nước mắt. Cuối cùng, Mộ Dung Hi đã đi đưa tang Phù Hoàng hậu ra bên ngoài Long Thành.
Sau khi Mộ Dung Hi rời khỏi Long Thành, tướng Phùng Bạt và anh em trai là Phùng Tố Phất (馮素弗) (hai người này trước đó đã đi ở ẩn vì Mộ Dung Hi muốn giết họ) đã âm mưu cùng với người anh em họ là Phùng Vạn Nê (馮萬泥) để bắt đầu nổi loạn. Họ đã tiến hành kế hoạch với sự giúp đỡ của Trương Hưng (張興) và những người trước đó đã âm mưu chính biến bất thành cùng với tướng Phù Tiến (苻進) vào hồi đầu năm. Do Phùng Bạt là bạn của Mộ Dung Vân nên ông ta đã thuyết phục được Mộ Dung Vân làm lãnh đạo của cuộc nổi loạn, và họ đã nhanh chóng chiếm được hoàng cung và đóng cửa thành. Mộ Dung Vân xưng làm Thiên vương.
Mộ Dung Hi trở về Long Thành và ở bên ngoài thành, tại Long Đằng uyển để chuẩn bị tấn công vào thành. Vào thời điểm này, một cận binh hoàng cung tên là Trữ Đầu (褚頭) đã chạy trốn đến chỗ ông và thông báo với ông rằng các cận binh hoàng cũng khác đã sẵn sàng quay sang chống lại Mộ Dung Vân ngay khi ông tấn công vào thành. Tuy nhiên, không rõ vì nguyên cớ gì, Mộ Dung Hi lại hoảng sợ trước tin này và chạy trốn. Tướng của ông là Mộ Dung Bạt (慕容拔) đã cố duy trì cuộc tấn công nhằm vào Long Thành và bước đầu đã thành công, song đến khi các binh sĩ bắt đầu nhận ra rằng Mộ Dung Hi đã bỏ trốn nên đội quân này đã sụp đổ, còn Mộ Dung Bạt thì bị Phùng Bật giết chết.
Sau đó, Mộ Dung Hi được tìm thấy khi đang mặc quần áo dân thường ở trong một khu rừng, ông bị bắt và giao cho Mộ Dung Vân. Mộ Dung Vân đã đích thân đọc cáo trạng về các tội ác của ông và sau đó chặt đầu cựu hoàng đế cùng các con trai. Cái chết của Mộ Dung Hi là dấu chấm hết cho nhà Hậu Yên.
Cũng vì sự si tình của vị vua cuối cùng này, người ta đã quyết định chôn Mộ Dung Hi cùng với Phù Hoàng hậu để hoàn thành tâm nguyện cuối cùng của ông.